# Sufi Abu Talib

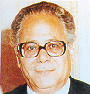
Portret Sufiego Abu Taliba

Sufi Abu Talib (arab. صوفى أبو طالب, Ṣūfī Abū Ṭālib; ur. 27 stycznia 1925, zm. 21 lutego 2008) – egipski polityk. Pełnił funkcję przewodniczącego Zgromadzenia Ludowego w latach 1978-1983, po zabójstwie Anwara as-Sadata w dniu 6 października 1981 r. przejął obowiązki głowy państwa, które pełnił przez osiem dni, przekazując je następnie Husniemu Mubarakowi.

## Młodość
Abu Talib urodził się w Tamijji w muhafazie Fajum. Po ukończeniu szkoły średniej wstąpił na Wydział Prawa na Uniwersytecie Kairskim, gdzie otrzymał tytuł licencjata w 1946 roku. Otrzymał także dyplom z prawa publicznego w 1947 roku, a w 1948 roku otrzymał stypendium i został wysłany do Francji. Tam wstąpił na Uniwersytet Paryski, gdzie otrzymał dyplom z historii i prawa rzymskiego w 1949 roku oraz dyplom z prawa prywatnego w 1950 roku. W 1957 roku uzyskał stopień doktora, a jego praca zdobyła nagrodę Uniwersytetu. W 1959 roku otrzymał dyplom z Ustaw dotyczących Morza Śródziemnego na Uniwersytecie La Sapienza w Rzymie.
Pełnił funkcję rektora Uniwersytetu Kairskiego, był także członkiem Akademii Islamskiej. Założył w uniwersytet w Fajum.

## Polityka
W 1978 roku Abu Talib został wybrany marszałkiem Zgromadzenia Ludowego. Po zamordowaniu prezydenta Anwara as-Sadata w dniu 6 października 1981 Abu Talib został pełniącym obowiązki prezydenta według prawa zapisanego w egipskiej konstytucji. Funkcję tę miał sprawować przez 60 dni aż do czasu wyborów kolejnego prezydenta. Sufi Abu Talib odsunął się jednak od rządów zaledwie po ośmiu dniach, na rzecz wiceprezydenta Husniego Mubaraka.
Sufi Abu Talib zmarł w dniu 21 lutego 2008 roku w Malezji, w wieku 83 lat. Był gościem organizowanego przez Uniwersytet al-Azhar w Kairze zjazdu absolwentów.